# السرب الثمانون
السرب الثمانون هو سرب قتالي تابع للقوات الجوية الملكية السعودية ويحتوي على طائرات يوروفايتر تايفون ومقرة قاعدة الملك فهد الجوية في الطائف.